# 巴西連鰭唇魚
巴西連鰭唇魚，為輻鰭魚綱鱸形目隆頭魚亞目隆頭魚科的其中一種，分布於西大西洋的巴西東北部海域，為特有種，棲息深度可達8公尺，體長可達12公分，棲息在沙底質海域，生活習性不明。